# سلالة زا
كانت سلالة زا (والتي تُرجمت أيضًا إلى ديا، وزووا، وزوا، وغوا، وجا، وياه، ودياه، وديوآ، وتُعادل أحيانًا بزاغي) حكام مملكة كاغو التي كانت مقرها في بلدتي كوكيا وجاو على نهر النيجر في ما يُعرف اليوم بمالي الحديثة؛ وحكام سلطنة صنغاي من خلال سني علي، ابن زا ياسيبايا (ياسيبوي)، الذي أسس سلالة سني. وشعب صنغاي من بين المنحدرين من هذه المملكة، ويستمد شعب زارما في النيجر اسمه، والذي يعني "أحفاد زا"، من هذه السلالة.